# Estádio Cidade Deportiva Califa
O Estádio Cidade Deportiva Califa é um estádio de futebol localizado em Madinat 'Isa, no Barém. Possui capacidade para 20.000 lugares e a equipe de Al-Najma joga no estádio.